# Encarsia aleuroplati
Encarsia aleuroplati är en stekelart som beskrevs av Gennaro Viggiani 1987. Encarsia aleuroplati ingår i släktet Encarsia och familjen växtlussteklar.
Artens utbredningsområde är:
- Etiopien.
- Somalia.

Inga underarter finns listade i Catalogue of Life.